# Kotlasy
Kotlasy (en allemand : Kotlas) est une commune du district de Žďár nad Sázavou, dans la région de Vysočina, en République tchèque. Sa population s'élevait à 115 habitants en 2020.

## Géographie
Kotlasy se trouve à 8 km au sud de Žďár nad Sázavou, à 34 km au nord-est de Jihlava et à 154 km au sud-est de Prague.
La commune est limitée par Březí nad Oslavou et Sazomín au nord, par Ostrov nad Oslavou à l'est et au sud, par Radostín nad Oslavou et Znětínek au sud, et par Pokojov à l'ouest.

## Histoire
La première mention écrite de la localité date de 1349.

## Transports
Par la route, Kotlasy se trouve à 11,5 km de Žďár nad Sázavou, à 41,5 km de Jihlava et à 164 km de Prague.